# 技術者たち
『技術者たち』（ぎじゅつしゃたち、原題：기술자들）は、2014年の韓国の映画作品。

## キャスト
| 役名     | 俳優             | 日本語吹替 |
| -------- | ---------------- | ---------- |
| ジヒョク | キム・ウビン     | 河西健吾   |
| ジョンベ | イ・ヒョヌ       | 髙橋孝治   |
| グイン   | コ・チャンソク   | 佐々健太   |
| チョ社長 | キム・ヨンチョル | こねり翔   |
| ウナ     | チョ・ユニ       | 竹内恵美子 |
| イ室長   | イム・ジュファン | 野坂尚也   |

## 日本語版スタッフ
日本語吹替版
- プロデューサー - 不明
- 吹替翻訳 - 舟見恵香
- 吹替演出 - 不明
- 録音制作 - 不明

日本語字幕版
- 字幕翻訳 - 朴理恵
- 字幕制作 - 不明